# FC Vaslui
Az FC Vaslui egy román labdarúgócsapat.

## Történet
Megalakulásának hivatalos dátuma 2002, ami az S.C. Sporting Club S.A sportegyesület megalakulásának dátuma, a városnak, Vasluinak voltak labdarúgócsapatai az előző évtizedekben is, de ezek sorban megszüntek.
A csapat első célkitűzése a második vonalba való feljutás volt, melyet rövid idő alatt teljesített.
Nagy lendületet adott a csapat életében egy új szponzor feltünése, aki az egykori nemzetközi játékvezető, Adrian Porumboiu volt. Az anyagi befektetéseknek hamarosan meg is lett a haszna, két év másodosztályos szereplést követően a csapat feljutott az első osztályba, ezzel új román csúcsot állítva fel, a FC Vaslui lett a megalakulását követően leggyorsabban az első ligába feljutó csapat (3 év alatt). Ugyanakkor a város első csapata, amelyik az ország legjobbjai közé feljutott.
A csapat szurkolóinak 2006-ig Brigada Supremă volt a neve, az elmult években több kisebb - nagyobb csoportokba szerveződtek: Peluza Nord, Dorobanții, Furieux, Devils, Excentric és Radical (2006-ban feloszlatta magát).
A 2007-08-as szezonban a 7. helyen végeztek, ez egyben az eddigi legjobb helyezésük a bajnokságban, másrészt ezzel először vehettek rész egy UEFA-kupasorozatban, a 2008-as Intertotó-kupában, ahol rögtön a harmadik fordulóba kapcsolódtak be, ellenfelük az azeri Neftçi PFK volt, melyet 3-2-es összesítéssel multak felül, és ezzel kvalifikálták magukat az UEFA-kupa második fordulójába.

## Eredmények

### Liga I
A legjobb eredményt a 2011–12-es szezonban érte el, a 2. helyen végzett.

### UEFA Intertotó-kupa
Győztes (1 alkalommal): 2008

## Jelenlegi játékosok
A csapat játékosai 2008 júliusában:
| #  |           | Poszt | Név                |
| -- | --------- | ----- | ------------------ |
| 1  | Szlovákia | K     | Dušan Kuciak       |
| 3  | Románia   | V     | Dorian Andronic    |
| 4  | Bulgária  | KP    | Stanislav Genchev  |
| 6  | Szerbia   | V     | Neven Marković     |
| 7  | Szerbia   | CS    | Nemanja Jovanović  |
| 8  | Moldova   | KP    | Denis Zmeu         |
| 9  | Románia   | CS    | Lucian Burdujan    |
| 10 | Románia   | KP    | Marian Aliuță      |
| 11 | Románia   | KP    | Adrian Gheorghiu   |
| 15 | Románia   | KP    | Bogdan Buhuș (Csk) |
| 16 | Bulgária  | V     | Bogdan Panait      |
| 17 | Románia   | V     | Silviu Bălace      |

| #  |            | Poszt | Név               |
| -- | ---------- | ----- | ----------------- |
| 18 | Románia    | CS    | Vasile Buhăescu   |
| 19 | Zimbabwe   | CS    | Mike Temwanjera   |
| 20 | Szerbia    | KP    | Marko Ljubinković |
| 21 | Szenegál   | KP    | Ousmane N'Doye    |
| 22 | Románia    | K     | Claudiu Puia      |
| 23 | Románia    | CS    | Marius Matei      |
| 25 | Románia    | CS    | Răzvan Neagu      |
| 27 | Portugália | V     | Hugo Luz          |
| 28 | Románia    | V     | Gabriel Cânu      |
| 29 | Románia    | V     | Daniel Munteanu   |
| 30 | Szerbia    | KP    | Petar Jovanović   |
| 81 | Románia    | K     | Cristian Hăisan   |

### Híres játékosok
| Románia - Valentin Badea - Ionuț Badea - Sebastian Huțan - Sebastian Sfârlea - Marius Croitoru - Sorin Frunză - Ștefan Apostol - Ștefan Mardare - Daniel Sabou - Dorinel Munteanu |  | Moldova - Viorel Frunză Szerbia - Milorad Bukvic |

## Külső hivatkozások
Hivatalos honlap